# 宮浜村
宮浜村（みやはまそん）は、徳島県那賀郡にあった村。現在の那賀町の中部、長安口ダムの周辺にあたる。

## 地理
- 河川 ： 那賀川、古屋谷川

## 歴史
- 1889年（明治22年）10月1日 - 町村制の施行により、拝宮村・日真村・東尾村・菖蒲村・檜曽根村・長安村・小浜村・臼ヶ谷村・桜谷村・水崎村および音谷村の大部分の区域をもって発足。
- 1929年（昭和4年）7月1日 - 海部郡下木頭村を編入。
- 1956年（昭和31年）9月30日 - 平谷村と合併して上那賀村が発足。同日宮浜村廃止。

## 交通

### 道路
- 国道195号